# Christian Gottfried Heinrich Geißler

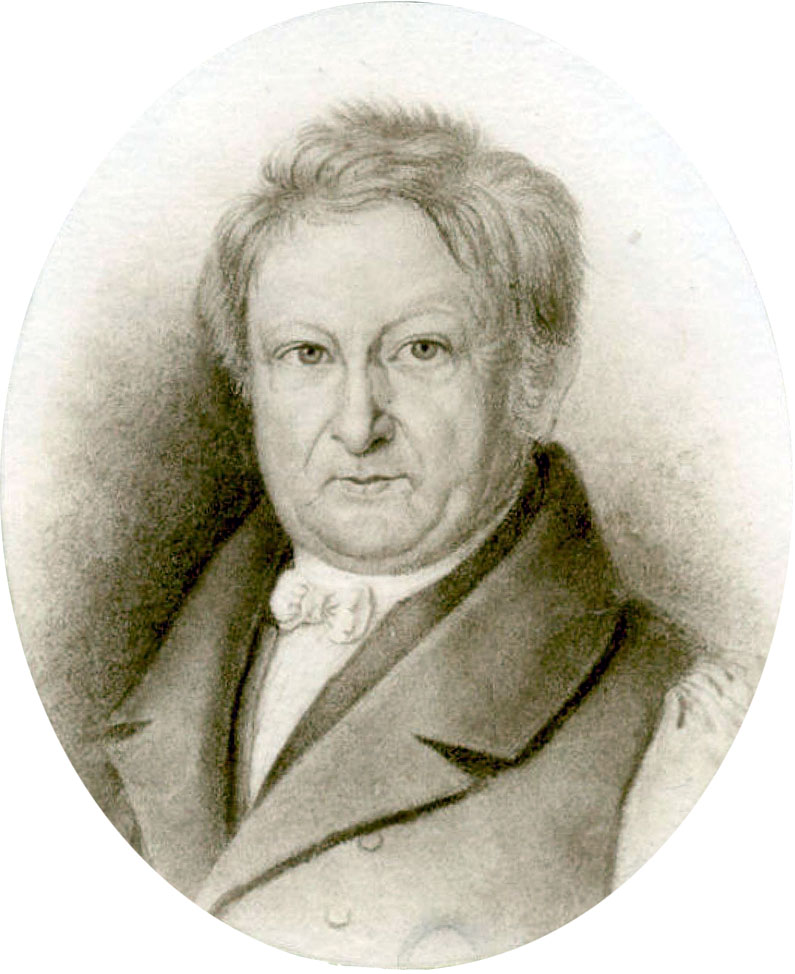
Christian Gottfried Heinrich Geißler (um 1800)

Christian Gottfried Heinrich Geißler (* 26. Juni 1770 in Leipzig; † 27. April 1844 ebenda) war ein deutscher Kupferstecher und Illustrator. Er gilt als bedeutender Leipziger Stadtchronist, vor allem der Kriege zwischen 1806 und 1813.

## Leben
Der Sohn des Goldschmieds Johann Gottlob Geißler (1738–1799) und seiner Ehefrau Johanna Christina, geb. von Ryssel besuchte ab 1784 die Leipziger Kunstakademie. Die entscheidenden Einflüsse für sein Schaffen erhielt er jedoch durch die Volks- und Charakterschilderungen des Leipziger Illustrators Johann Salomon Richter (1761–1798).
1790 ging Geißler nach Sankt Petersburg und arbeitete hier als Zeichenlehrer. Zwei Jahre später trat er in die Dienste des Naturforschers Peter Simon Pallas, den er 1793/1794 auf eine Expedition nach Südrussland begleitete. Dabei zeichnete er außer botanischen Motiven auch Landschaften und Einwohner. Nach seiner Rückkehr 1798 nach Leipzig bildeten diese Bilder den Fundus für die Illustration von Reisebeschreibungen Pallas’ und für Sachbücher über Sitten und Gebräuche russischer Volksstämme, die er zusammen mit Johann Gottfried Gruber, Johann Gottfried Richter und Friedrich Ferdinand Hempel herausgab.
In Leipzig illustrierte er ferner Kinderbücher und Jugendschriften und war Bildchronist der französischen Besatzungszeit zwischen 1806 und 1813. Dazu zeichnete bzw. stach er eine große Anzahl von Zyklen und Einzelblättern sowie Karikaturen und Darstellungen einzelner Momente aus der Völkerschlacht. Eine Vielzahl von Originalvorlagen zu diesen Arbeiten befinden sich im Stadtgeschichtlichen Museum Leipzig.
Im Laufe seines Lebens veränderte Geißler seine Arbeitsweise kaum. Obwohl in seinen Werken eine stilistische oder technische Fortentwicklung nicht zu erkennen ist, sind seine Darstellungen heute von großer kulturhistorischer Bedeutung.
Geißler heiratete 1801 Christine Wilhelmine Auguste, geb. Haasenritter (* 1788). Mit ihr hatte er zwei Söhne, Peter Carl (1802–1872) und August (* 1804), sowie die Tochter Emilie (* 1806).

## Ehrungen
Zur Erinnerung „an den Schöpfer zahlreicher Leipziger Stadtansichten, Kriegsszenen, Meßbilder, Genrebilder usw.“ wurde im Jahre 1903 im Leipziger Stadtteil Volkmarsdorf eine Straße nach Geißler benannt.

## Werk (Auswahl)

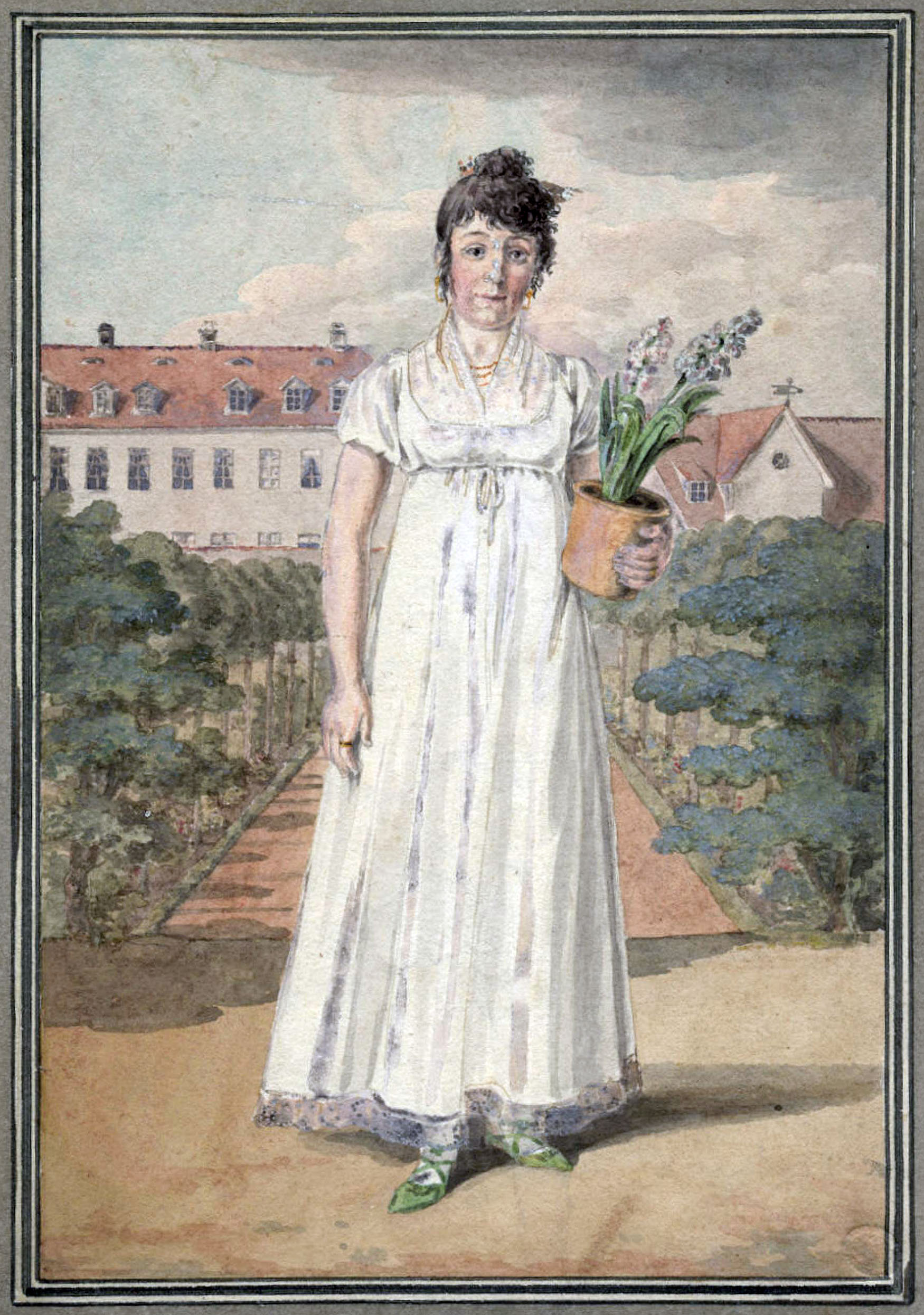
Von Geißler gemaltes Aquarell seiner Ehefrau (um 1800)

### Kupferstiche
- 1808: Leipziger Kriegsszenen in den Jahren 1806 und 1807 (8 Blätter)
- 1810: Kriegsszenen bei und in Leipzig im Juni und Juli 1809 (12 Blätter)
- 1813/14: Trümmer der französischen Armee bei ihrer Rückkehr ins Vaterland im Jahre 1813
- 1814: Schlachtszenen I und II
- 1824: Erfüllter Wunsch (Die Freude über den Wegfall des Torgroschens)
- 1830: Festaufzug zu Leipzig am Gedächtnistage der Reformation im Jahre 1830
- 1831: Kommunalgarde zu Leipzig in ihren verschiedenen Uniformen (36 Blätter)
- 1830: Lindenstädter Bilderpossen (18 Blätter)
- 1830: Leipziger Volksszenen (6 Blätter)
- 1838: Panorama des letzten Aktes der Völkerschlacht zu Leipzig am 19. Oktober 1813

### Bücher
- Peter Simon Pallas: Bemerkungen auf einer Reise in die südlichen Statthalterschaften des russischen Reichs in den Jahren 1793 und 1794. (2 Bände), Gottfried Martini, Leipzig 1799 (auch erschienen als englische Ausgabe Travels through the southern Provinces of the Russian Empire, in the years 1793 and 1794. John Stockdale, London 1812) – mit 121 kolorierten Kupferstichen Geißlers.[2]
- mit Johann Gottfried Gruber: Russische Volksvergnügungen. Mit Gemälden. Leipzig 1801.
- mit Johann Gottfried Gruber: Sitten, Gebräuche und Kleidung der Russen in St. Petersburg dargestellt in Gemählden mit Beschreibungen. Leipzig 1801–1803.
- mit Friedrich Ferdinand Hempel: Abbildung und Beschreibung der Völkerstämme und Völker unter des russischen Kaisers Alexander menschenfreundlichen Regierung. Verlag des Industrie-Comptoirs, Leipzig 1803.
- mit Friedrich Ferdinand Hempel, Johann Gottfried Richter: Mahlerische Darstellungen der Sitten, Gebräuche und Lustbarkeiten bey den Russischen, Tatarischen, Mongolischen und andern Völkern im Russischen Reich. (4 Hefte), Leipzig 1804.
- mit Johann Gottfried Richter; Großfürstin Maria Pawlowna; Johann Gottfried Gruber: Sitten, Gebräuche und Kleidung der Russen aus den niedern Ständen. Dargestellt in Gemälden. (2 Bände), Verlag des Industrie-Comptoirs, Leipzig 1805.
- Leipziger Meßscenen. (3 Bände), E. F. Steinacker, Leipzig 1804–1805.
- mit Johann Gottfried Richter: Spiele und Belustigungen der Russen aus den niedern Volks-Klassen. Verlag des Industrie-Comptoirs, Leipzig 1805 (Digitalisat).
- mit Johann Gottfried Richter: Strafen der Russen. Leipzig 1805.
- mit Johann Adam Bergk: Schilderung und Abbildung der merkwürdigsten Russischen Völkerschaften, welche in dem jetzigen Kriege gegen Frankreich kämpfen. Verlag des Industrie-Comptoirs, Leipzig 1807 (Digitalisat).
- Hand- und Hülfsbuch für Deutsche und Russen, um sich gegenseitig verständlich zu machen, welches alle nöthige Redensarten und ein Russisch-Deutsches und Deutsch-Russisches Wörterbuch nebst beygefügter Aussprache enthält. J. C. Hinrichs’sche Buchhandlung, Leipzig 1813.